# Los Argüellos
Los Argüellos (Los Argüellos o Los Argüeyos en leonés o Los Argüechos en patsuezu) es una de las comarcas históricas más tradicionales de León, en España, y es producto de la unión de los valles donde nacen los ríos Torío, Bernesga y Curueño.

## Organización territorial
| Municipio     | Población | Superficie | Densidad (hab./km²) |
| ------------- | --------- | ---------- | ------------------- |
| La Mediana    | 335       | 154,22     | 2,35                |
| La Tercia     | 912       | 176,25     | 5,44                |
| Valdelugueros | 515       | 143,47     | 3,69                |
| Total         | 1.762     | 473,94     | 3,73                |

### Entidades de población
Algunas de las entidades de población que componen la antigua comarca de Los Argüellos son:
| Cármenes Villamanín Lugueros Almuzara Genicera Canseco Piedrafita Getino Felmín Tolibia de Abajo Valdeteja Llamazares Redipuertas Arintero Villaverde de la Cuerna Arbas del Puerto Busdongo Rodiezmo Casares Pendilla |

## Historia

### Prehistoria
La Comarca de Los Argüellos no tiene hasta la fecha restos de ningún asentamiento prehistórico definido como tal. Bien es verdad que se conocen restos de homínidos que habitaron estos parajes durante el Mesolítico. Destacan de esta manera los individuos denominados La Braña 1 y 2 datados según los investigadores del 5.940–5.690 a. C. en fechas calibradas.Estos homínidos fueron hallados en una cueva en La Braña (Valdelugueros) denominada La Braña-Arintero a 1.489 m s. n. m. Fue gracias a la elevada altitud lo que permitió conservar el genoma de su cuerpo, siendo este yacimiento clasificado como funerario, realizado por los integrantes de este grupo cazador-recoletcor. Especialmente importante es la combinación de fenomas nórdicos relacionándose con los habitantes de Suiza o Finlandia con un ancestro común procedente de Siberia mientras que el color de su piel se asemeja más a las culturas africanas.
Entre las localidades de Cármenes y Villamanín se encuentra el yacimiento de la Mina de la Profunda. Esta es una cueva cercana a la capital del municipio de La Mediana de Argüello en la que, hasta el siglo pasado, se estuvo sacando mineral de cobre. Según los estudios de los prehistoriadores Ana Isabel Neira Campos, Eduardo Alonso Herrero, Roberto Matías Rodríguez, Natividad Fuertes Prieto, Lucía Pérez Ortiz y Felipe San Román Fernández, esta cueva muestra muestra evidencias de extracción del metal de época prehistórica, siendo la principal evidencia las bóvedas excavadas con instrumental lítico, tanto en las galerías cercanas al exterior como en le denominado Socavón Sanz a 1.410 metros de altitud con variedad de cámaras y conductos primitivos. De sus restos, estudiados por el Doctor J. A. Jones, aparecieron fragmentos de madera, carbón de pino, marcas de fuego en la piedra, martillos líticos y picos de cuerno, estableciendo como método de explotación el de las caldas. Su periodización es variada, ya que la ausencia de materia orgánica hace imposible obtener resultados según la prueba del Carbono14. Por ellose ha supuesto que esta mina prehistórica fue explotada en dos momentos del Neolítico: una primera en el Calcolítico y una segunda en el Bronce Final.

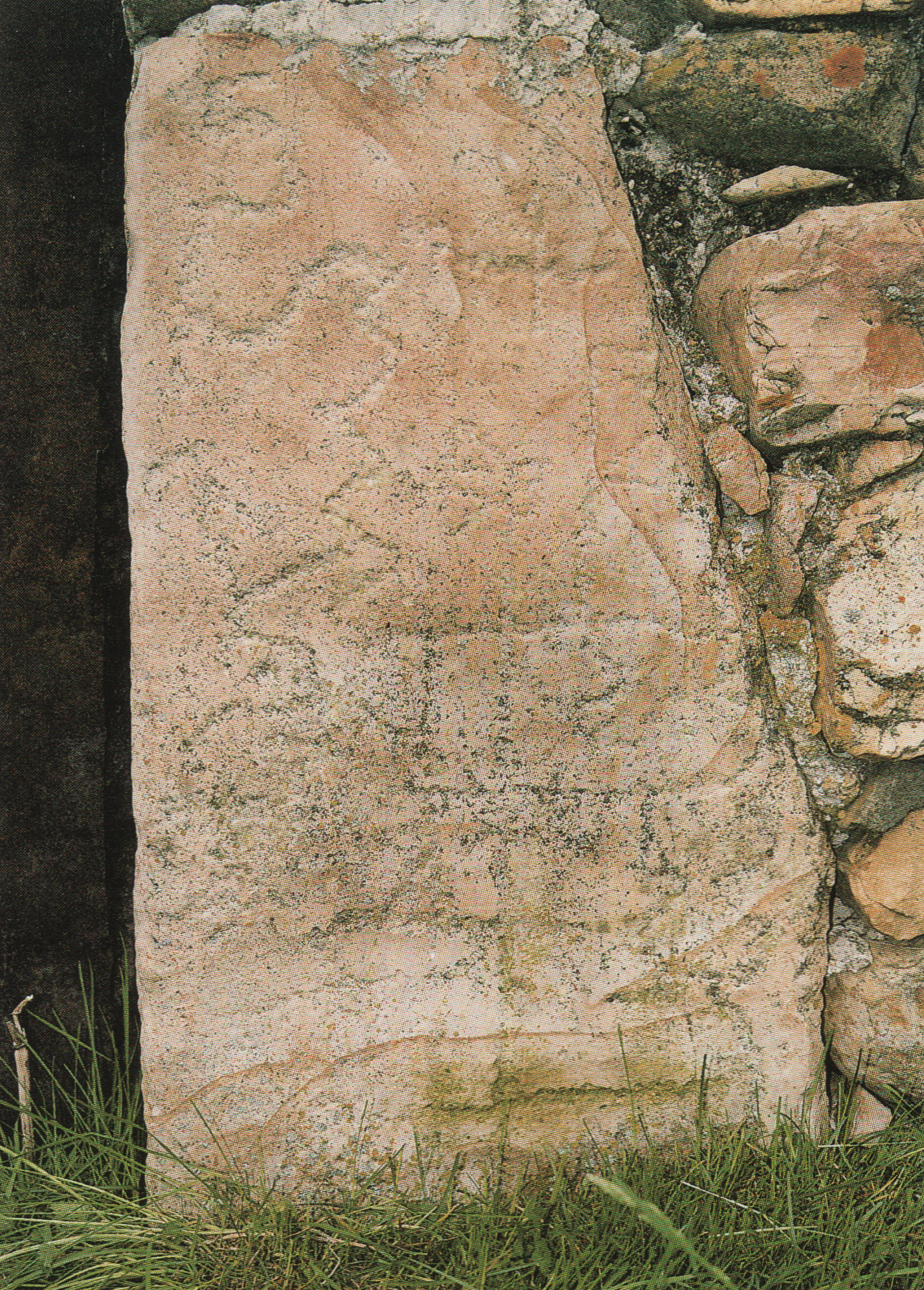
Piedra con dibujos prerromanos
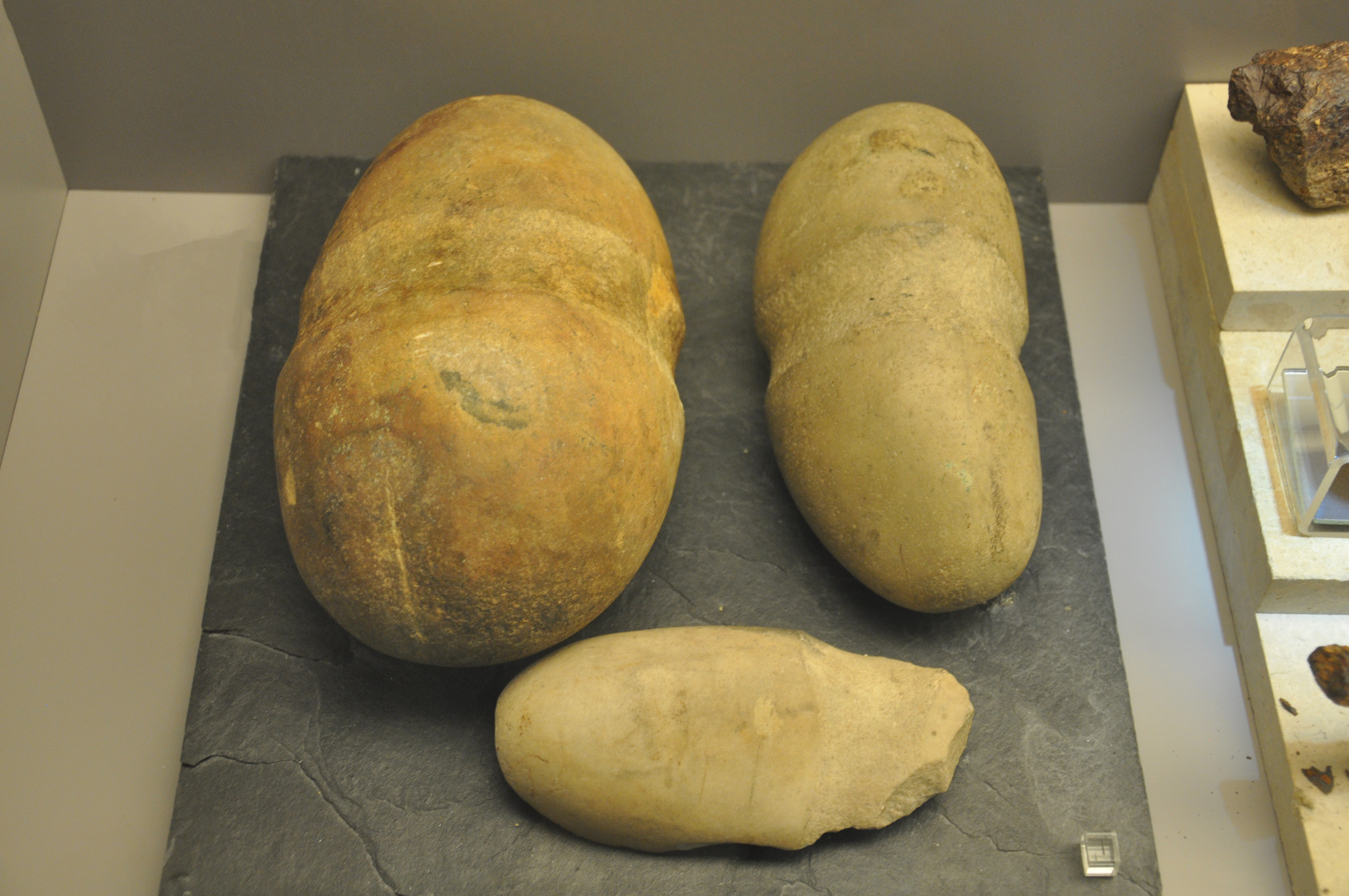
Mazas de la Mina de La Profunda de la Edad del Bronce Antiguo, 2.500-2.000 a.C.
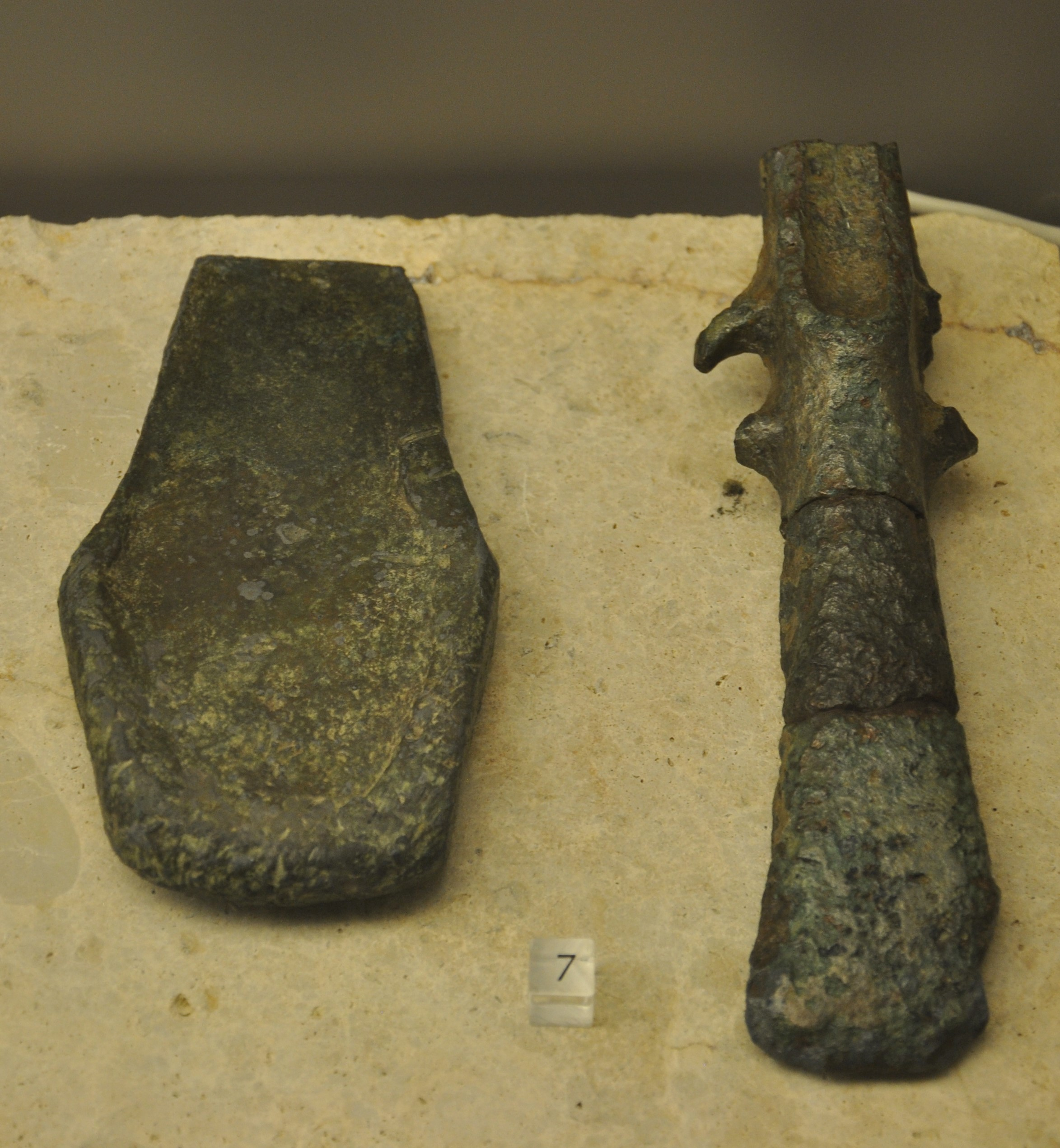
Hacha de talón y doble anilla y posible lingote de la mina de La Profunda, Cármenes (2.500 - 2.000 a.C.)
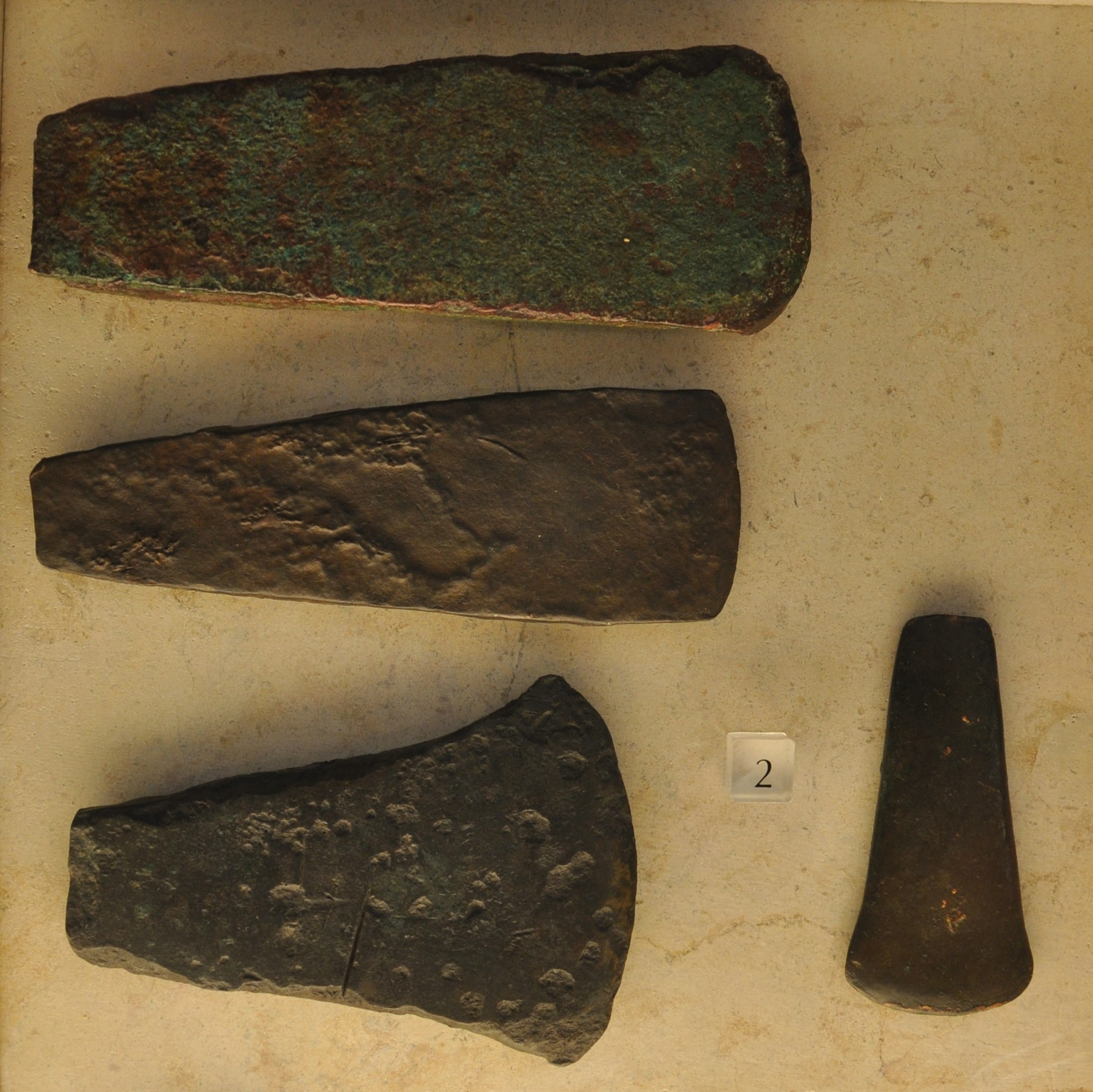
Hacha plana de cobre de Genicera (centro) del 2.300 - 2.000 a.C.

Con posterioridad, ya en los periodos que se podrían incluir en la Cultura de La Tène, se establecerían una serie de asentamientos célticos como fueron los astures o cántabros. De todos ellos, quienes se establecieron hasta la llegada del Imperio Romano fueron seguramente unos de los habitantes de la Cultura Vadiniense, los viancios, quienes se fueron relacionando con los romanos hasta finales de la Edad Antigua.

### Edad Antigua
Tras las  guerras asturcántabras, el territorio de Los Argüellos comenzó a formar parte del Imperio Romano.
En las excavaciones de la Mina de la Profunda y sus cercanías, se encontraron restos de arcilla romana, ánforas, monedas y ladrillos, entre ellos, una tégula con la inscripción VII G E.
En esta zona todavía habitaron los viancios hasta alcanzado el siglo IV d. C., pues según los estudios del epigrafista Joaquín María de Navascués, se dató una estela funeraria hallada en Cármenes entre los últimos años del siglo II d. C. y mediados del IV d. C.,  que dice lo siguiente:

DI[BUS] MA[NIBUS] S[ACRUM]. M / ONIMEN[TUM] / 3 ALLAE VI/ANCIOR[UM] / ATI[LIA] PRO[CULA] / 6 AN[ORUM) XX / MAM[MA] S[UA] P[OSUIT]
Consagrado a los dioses manes. El monumento dedicado a Alla, de la gente de los viancios, fallecida de veinte años, lo puso Atilia Prócula su nodriza

Dicho epitafio hallado en el camino que llaman Moru Quil, comienza con la inscripción romana dis manibus sacrum y continúa hablando de Alla, una mujer viancia. Esta estela constituye un ciclo epigráfico con personalidad propia e independiente elaborada de una forma muy cuidada, exquisitamente labrada, siendo para dicho epigrafista la más cuidada entre las estelas viancias.
Tanto los viancios como posteriormente los romanos, tendrían por localidad el antiguo poblado al que se le denomina Bustefrades (proveniente del latín bustum), también en término de Cármenes, que según la tradición popular, es donde se situaba el mismo lugar que posteriormente derivaría en Cármen de Arriba.
Este lugar de Bustefrades guarda importancia en su nombre, ya que la propia etimología de la palabra muestra en su raíz bustum el hecho de que esta comarca era un lugar enclavado en un frondoso bosque, como se ve en otros topónimos de la comarca, haciéndose patente el proceso roturador de estas gentes. Así surge la teoría más extendida entre los historiadores que apunta a que el origen del nombre de esta comarca provendría de la palabra latina Arboreus.
Las tribus de viancios que quedaron en estos parajes pudieron permanecer todavía durante el siglo V d. C. como muestran restos de arcilla encontradas en las cuevas de Canseco. Estas, vienen definidas por el historiador leonés José Aveñino Gutiérrez González como cerámicas visigóticas tardorromanas de pasta gris, hechas a mano en tornos lentos, de mala cocción, toscas, aunque pueden también ser de épocas posteriores debido a un escaso desarrollo tecnológico. Igualmente, estas podrían ser posteriores, de fenómenos de tipo heremítico o monacal de tradición visigótica o bien podría ser un asentamiento de carácter laico, pero los parecidos son mayores con piezas tardorromanas.

### Edad Media

#### Alta Edad Media

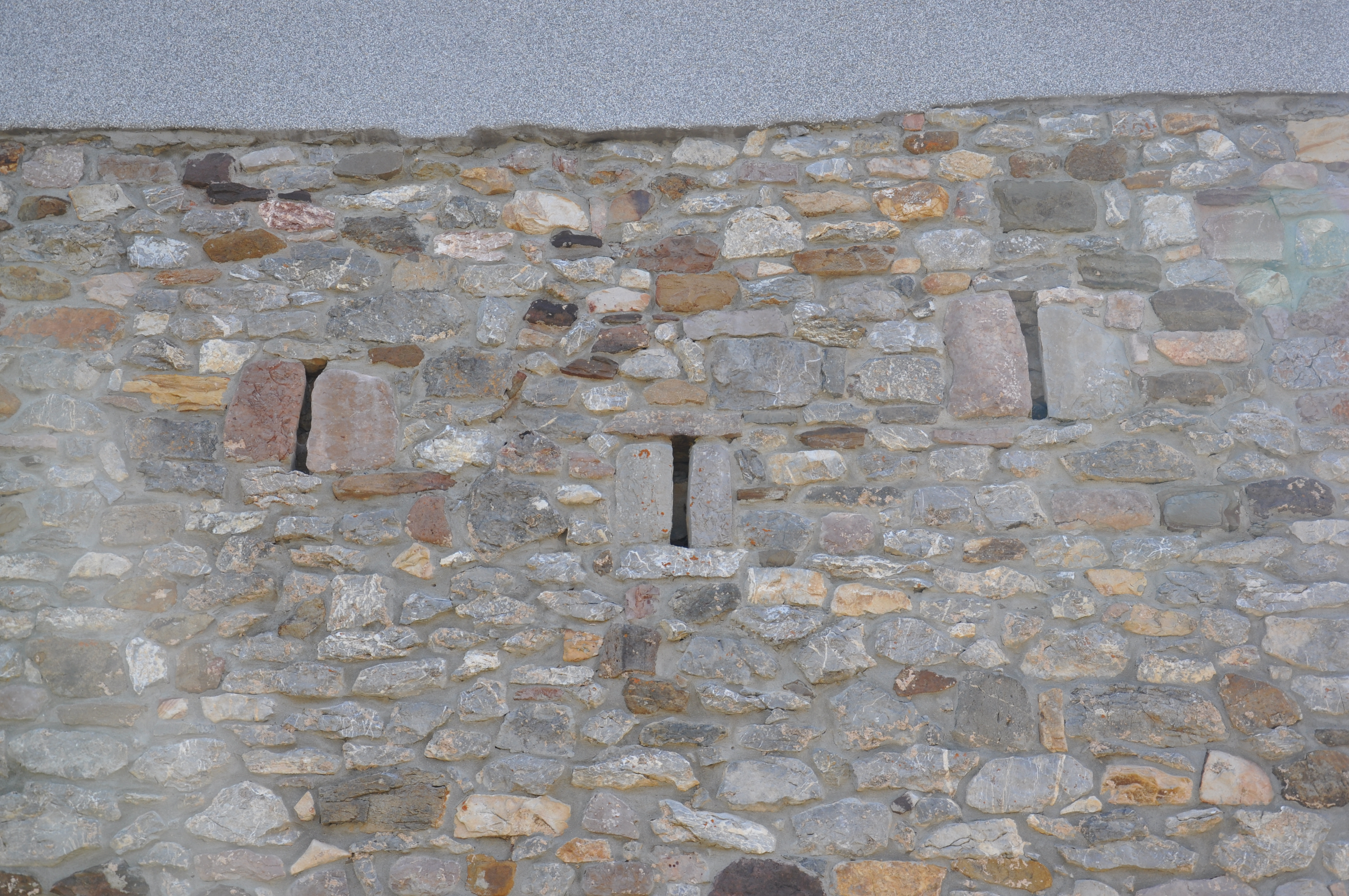
Saeteras del torreón más septentrional de Genicera, conservadas tras el arreglo de una de las casas. El torreón no se conserva

El primitivo nombre de la región fue Arbolio y así consta en documentos del siglo IX d. C. Es hasta ahora el documento escrito más antiguo que lo menciona una carta del rey Alfonso III donde se sitúa «in foris montis, in Arbolio, busto quo dicitur Fontum»
Es lógico pensar que en sus orígenes, la comarca fuese una sola entidad, ya que en el arca de Cármenes, en la que se guardaban los privilegios y escrituras, se conservaba un ejemplar de las leyes generales, teniendo los tres concejos una sola arca común, siendo por tanto muy lógico pensar que lo que ahora son tres términos municipales fue en origen un solo concejo.
La historia de la hermandad empieza en los días de la Reconquista, cuando lo más representativo de la España visigótica que venía huyendo de la invasión musulmana buscó refugio en las montañas del norte. Se situaron estratégicamente en los viejos castros, y construyeron fortificaciones y castillos para defender las gargantas de entrada en la montaña. Se pueden reseñar los castros de Cármenes, Genicera y Orzonaga, y todavía quedan recuerdos de fortificaciones en Canseco, Redilluera, Lugueros y Genicera, y restos de castillos en Gordón, Cervera, Aviados y Montuerto.
Se puede asegurar su pertenencia al territorio leonés ya que en el Documento N.º 587 del Archivo Histórico de la Catedral de León del 30 de julio de 999 figuran los pueblos de Uvierzo y Valverde de Curueño como «infra terra Asturiense».
Sobre su castillo, este sería edificado en torno a finales del siglo IX d. C. e inicios del X d. C. conformando una línea de fortalezas establecida por Jimena de Asturias para que los utilizase su hijo García, futuro rey de León, y así revelarse éste contra su padre, Alfonso III de Asturias. A pesar de esto, no se encuentran registros del castillo en estos siglos como muestran las crónicas  de Sampiro, Silense o las del cronista Pelayo sobre las campañas de Almanzor donde dice que:

El ya mencionado rey de los sarracenos invadió con un poderoso ejército y arrasó León, Astorga, Coyanza y las comarcas adyacentes, pero no pudo entrar en Asturias, Galicia y el Bierzo, ni rendir los castillos de Luna, Alba y Gordón.

Aparecerá en documentos más posteriores como el Chronicon mundi donde dice:

La reina Jimena [...] comenzó a pensar con gran empeño de qué modo podía expulsar del reino a su marido [...]. Edificó en los confines de León los castillos de Alba, Gordón, Arbolio y Luna, y llevó allí a escondidas a su hijo García, sugiriéndole que se rebelase contra su padre

De este mismo siglo es la obra De rebus Hispaniæ en la que el arzobispo Rodrigo Jiménez de Rada redacta:

[...]la reina Jimena [...] procuraba siempre hallar nuevos gravámenes y servidumbres onerosas [...] Conmovió a Alba, Gordón, Arbolio y Luna, para que su hijo, revelándose allí, auxiliado por su suegro Munio, se vengase de la injuria

En la Crónica General de Alfonso X se cita:

la reyna Jimena, abastecio  estos castiellos en tierra de León, Alua, Gordon, Arbolio et Luna, et diolos a su hijo el infant don Garcia

vino este rey Almanzor a tierra de cristianos et corriola toda la tierra, et llego fasta Alua, Luna, Gordon et otro castiello Arbolio ; et combatiolos Almanzor pero non los priso

Tras el paso de los años bajo el gobierno de los monarcas leoneses, muchos de los argollanos participaron voluntariamente en las batallas aportando caballos para la guerra así como en la repoblación de la cuenca del Duero. Todo ello explica que estas tierras sean de realengo, como figurará en numerosos documentos posteriores, sin formar parte de ningún señorío. Además, uno de los privilegios de los que gozarían estos vecinos sería de pertenecer al estado noble de hidalguía. Al ser los vecinos del Arbolio fijosdalgos, estarían exentos de pagar los pechos y los derechos, impuestos de los miembros del estado llano, gozaban de un fuero propio, libertad de elección en numerosos temas de administración y la exención del servicio militar (se desconoce la fecha de este fuero, pero se sabe que en el siglo XII d. C. ya existía).

#### Baja Edad Media
En el siglo XIII d. C. con el Tratado de Cabreros, el monarca leonés Alfonso IX entregará a su hijo, el infante Fernando de León, el castillo de esta comarca en 1206, seguramente por las tensiones que este rey tuvo con amplios sectores de la nobleza leonesa.
El gran Concejo de Arbolio tenía lugar en la Collada del Coto (hoy Collada de Uvierzo), territorio de Genicera, en una explanada entre las tierras del río Torío y del río Curueño. En este lugar se perfilaron las ordenanzas que sirvieron de norma jurídica, se dieron a conocer los fueros concedidos por los reyes al Concejo General, se administraba justicia en lo civil y lo criminal, en presencia de todos. Se menciona ya la tradición del Gran Concejo del Arbolio en un documento de Fernando IV de León donde en 1309 figura que «seyendo el concello de Arvuello, de todas las tres tercias, juntando enna collada del cotu». En este mismo siglo XIV d. C., formó parte de los dominios del Conde Alfonso Enríquez.
Poco tardará este periodo de estabilidad, ya que hasta el siglo XV d. C., la administración fue decayendo en un gobierno cada vez más corrupto, expandiéndose éstas oleadas a los territorios cercanos como muestran las cartas de venta de Valporquero ante el descontrol de los eclesiásticos sobre su señorío y fue lugar de escondite de muchos prófugos de la justicia. Se produciría un declive poblacional que podría explicar la desaparición de poblados como el de San Esteban de Uvierzo, en términos de Genicera, o San Juan de Bustefrades en Cármenes, entre otros. 
No será hasta en siglo XV d. C. cuando en 1415 el rey Juan III de León (II de Castilla) done la tierra de Argüello al concejo de León. Este se dio por los muchos servicios que habían recibido de la ciudad su abuelo Juan II  y su padre Enrique III de Castilla por lo que otorga este real señorío como donación perpetua  con todos sus valles, lugares, términos, distritos, jurisdicciones, «e justiçia cevil e criminal e mero e misto inperio e con sus vasallos e fueros e pechos e derechos e tributos, con todo el sennorío real, segunt que a mí perteneçe». Además de estas razones, para hacer la donación se dice que la situación es desastrosa, pues se cometen robos y muertes y hay grandes desórdenes, lo cual motiva que esta tierra se despueble. Se dice que esto ocurre «por ser la dicha tierra apartada e por no ser regida e governada en justiçia». A continuación, se prohíbe  a la ciudad y a sus jueces, regidores, caballeros etc. vender o enajenar esta zona o el señorío de ella. La donación se hace con la única salvedad de que los «fueros e derechos» de Argüello los tenga Lope González de Villasimpliz mientras viva y posteriormente el concejo legionense donde dice «mi vasallo e guarda del mi cuerpo e lugarteniente del adelantado en tierra de León».
Se terminará de perfilar su estatus de autogobierno, cuando en 1462, Enrique IV otorga el privilegio que les faculta tener la jurisdicción de nombrar jueces propios, un total de doce, cuatro por cada "tercia parte" donde dice lo siguiente:

Mandamos que los Jueces y Justicias que hubieren de ser en la nuestra tierra de Argüello, que sean nombrados y deputados solamente por doce buenos hombres de la misma tierra, los cuatro de la tercia parte de la dicha tierra, y los otros de las dos tercias partes; y que ningún otro más, y allende de los susodichos, no sea osado de se entrometer á nombrar ó deputar Juez; y el que lo contrario hiciere, ó fuere contra el nombramiento fecho por los buenos hombres, pierda todos sus bienes y sean aplicados á la nuestra Cámara

### Edad Moderna

#### Alta Edad Moderna
En el capítulo XIX de la Pragmática de 1500, Isabel la Católica manda hacer hacer en Cármenes así como en el resto del territorio español un arca cerrada con tres llaves para guardar todas las actas y documentos oficiales, en este caso, una llave por cada tercia. En ella se dice que:

Y otrosí que hagan un arca donde estén los privilegios y escrituras del Concejo á buen recaudo, que á lo menos tenga tres llaves, que la una tenga la Justicia, y la otra uno de los Regidores, y la otra el Escribano del concejo, de manera que no se puedan sacar de allí. Y que cuando hobiere necesidad de sacar alguna escritura, la saque la Justicia y Regidores; y que aquel á quien la entregasen se obligue de tornarla dentro de cierto término , y dé conoscimiento dello y quede en el arca del concejo; y que el Escribano del concejo tenga cargo de solicitar que se torne; el qual Escribano haga hacer los libros que tenemos mandado que se hagan, según y como se contiene en la ley siguiente, y ejecute la pena en ella contenida, y haga que en la dicha arca estén las Partidas y las leyes del Fuero, y este nuestro libro, y las más leyes y pragmáticas, porque debiéndolas, mejor se pueda guardar lo contenido en ellas

Duró este arca hasta 1937, cuando en la Guerra civil española se quemó junto con las antiguas bibliotecas de Genicera, Canseco o las de la parroquia y escuela de Cármenes con un amplio conjunto de documentos como que incluían bulas, privilegios reales, ordenanzas, reconocimientos de hidalguía, libros de registro, etc. Se desconoce por tanto la fecha en la que fue establecida la capital. Además, según los escritos de Elías López Morán, en una carta enviada por el alcalde de Valdepiélago, este arca contenía «entre otras cosas, las argollas y la porra de oro con que las justicias antiguas castigaban á los delincuentes». Siguiendo una línea parecida, Valverdín sufrió un grave incendio en 1854 en el cual se perdieron los libros de registro de esta localidad.
Recibió la parroquia de Valdorria un cáliz de plata en 1573 donado por la infanta Doña Juana.

#### Baja Edad Moderna
Existen desde 1638 varios escritos en referencia a la parroquia de Pontedo con gran cantidad de documentación religiosa sobre esta hasta 1980, cuando su último párroco se retiró. Se contempla en una de las páginas que en 1799 se separaron las parroquias de este pueblo y la de Piedrafita, que hasta entonces habían estado unidas.
En 1696, el rey Carlos II de España concedía una Real Cédula en la que se dice lo siguiente:

El REY. He resuelto que el concejo y vecinos de la Mediana de Argüello , en las Montañas de León, así por la calidad de ser hijosalgo de sangre, como por la provisión con que se hallan del Consejo de Castilla de veinte de Diciembre del año pasado de mil seiscientos ochenta y cuatro, de estar relevados de la contribución de Milicias, por auto de D. Francisco de Villaveta Ramírez , ahora ni en ningún tiempo no se les obligue á la Recluta de los Ejércitos ni á contribuir con soldados en las quintas que se hiciesen. Por tanto, mando al Corregidor de la ciudad de León que al presente es y á los que en adelante le sucedieren, cumplan y executen lo referido, que asi procede de mi voluntad. Dada en Madrid á treinta de Julio de mil seiscientos noventa y seis. Yo el Rey.

De 1697 se conserva todavía el libro de posesiones de la iglesia de Canseco.
Posteriormente, en una Real Provisión de 1698 se dice que se venían repartiendo los servicios ordinarios y extraordinarios á los dos concejos de la siguiente manera:

En consideración de setenta y dos vecinos pecheros que tenían el año de 1591 que se hicieron las últimas averiguaciones de la vecindad del Reino. De los dichos veintinueve lugares, eran diez y siete del concejo de la Mediana, que tenia sesenta y cinco pecheros, y los doce lugares restantes, del concejo de la Tercia, que tenia siete vecinos pecheros. Resultando  que el dicho concejo de la Tercia del Camino está dado por libre de la contribución del servicio de Milicias, por ser todos sus vecinos hijosdalgo, y así iba prevenido en el repartimiento que para esta contribución se remitió año por año [...] y así mismo el concejo de la Mediana de Argüello, por despacho de diez de Septiembre del año 1692, declarado que en adelante no se le hiciese ningún repartimiento por esta razón, si no es caso que admitiesen algún vecino pechero [y] que no se había podido aclarar lo que tocaba pagar á cada uno, del repartimiento que se hacia á los dichos concejos de la Mediana y de la Tercia, del dicho servicio ordinario y extraordinario ni lo que á cada concejo le podía corresponder, por estar hecho cargo á ambos concejos y lo abonado por pagado en la misma forma. [...] Y con lo que sobre todo dijo el Fiscal de mi Real Hacienda, á quien se cometió para que lo viese, fué acordado que se diese esta mi carta para vos (el superintendente de las rentas reales de la ciudad de León), por la cual os mando que siendo con ella requerido por parte de dicho concejo de la Tercia del Camino, en lo adelante y mientras no constate haber vecinos pecheros en dicho concejo, no cobréis ni consintáis se cobre del por razón de dicho servicio ordinario y extraordinario.

En la reforma de las ordenanzas de Cármenes de 1788, Elías López Moran habla de que se trataba a la localidad de Argüellos de Pobladura con gran respeto por todos los argollanos ya que, habla de ella como la casa madre de La Tercia del Camino, donde aparecía escrito este especial trato «por haber sido casa antigua» 
Se conservan los libros de posesión de tierras de la iglesia de los pueblos de Pedrosa de 1727 y el llamado libro de las Heredades de San Jorge, de Valverdín de 1774.
El 4 de abril de 1793, el Papa Pío VI concedía una bula a la parroquia de Canseco por la cual, quedaba hermanada con la Basílica de Letrán donde cita que «dicha iglesia parroquial de San Pedro Apóstol de Canseco, sea agregada, sometida, unida e incorporada perpetuamente a nuestra dicha Basílica de Letrán»

### Edad Contemporánea

#### sigloXIX
En 1812 tras las Cortes de Cádiz el Concejo de Argüello quedó oficialmente dividido en tres municipios conformando así las tres tercias: la tercia occidental llamada la Tercia del Camino, la tercia central o La Mediana de Argüello y la tercia oriental o Valdelugueros. Ya no es por tanto ahora la Comarca de Argüello, sino la de Los Argüellos.

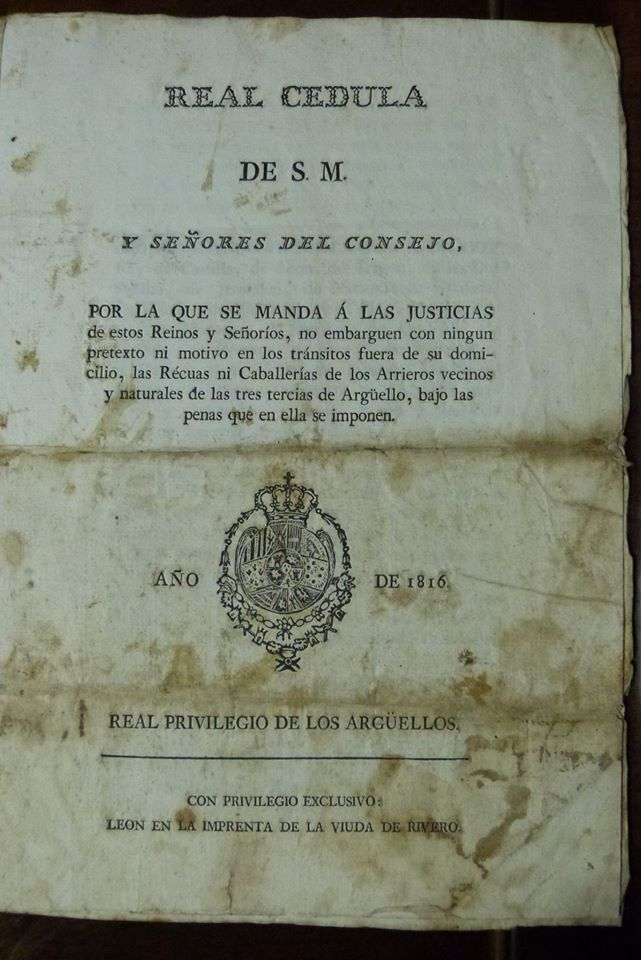
Documento de Fernando VII a los argollanos

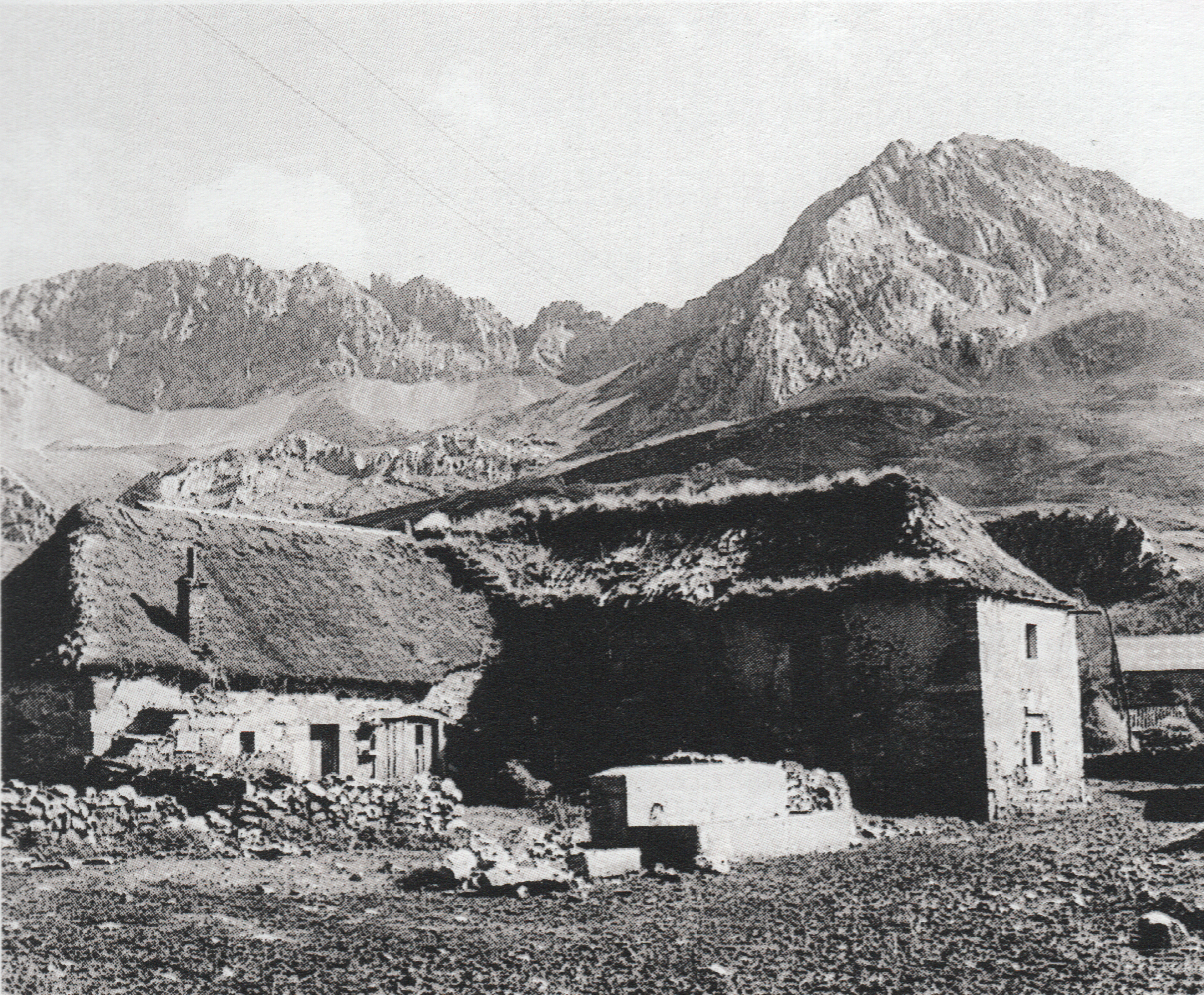
Casa de particular típica con techumbre de paja, conservadas la mayoría hasta 1936

Los Argüellos fue un territorio que destacó durante la Guerra de Independencia española por su contribución equina para el movimiento de las tropas. En un documento de 1816 posterior a esta guerra, se menciona en una Real Cédula la protección del primitivo derecho nobiliario de estas localidades, en el cual, sus vecinos pertenecían al estado noble de hidalguía, donde se reconocen los trabajos arrieros de la zona. El documento viene a recoger principalmente los derechos de los habitantes de esta zona para que si en algún momento los viesen vulnerados, los tuviesen protegidos fuera de sus límites comarcales.
Hasta el siglo XIX d. C. residió en Villanueva de Pontedo el Escribano Real de Argüello hasta que posteriormente se centralizó este cargo y se llevó a Cármenes.
Será en 1895 cuando la Compañía de Tratamientos de Minerales reinicie tras 2.000 años la actividad minera en la conocida Mina de la Profunda, en Cármenes, para la extracción de cobre y cobalto hasta la guerra civil.

#### sigloXX

La Xiarré fue el primer vehículo de transporte para personas que llegó a Los Argüellos en 1918. Este se deterioró por las coces que los caballos daban al asustarse de noche con el reflejo de sus sombras

En 1915, la Compañía Minera abrirá nuevos hoyos en el calle situado entre Villanueva de Pontedo y Cármenes y en 1927 se construyó en Villamanín una línea de baldes para llevar el mineral hasta Golpejar de la Tercia, donde se construyó un gran complejo de molienda del mineral. Con la cancelación de este proyecto con el estallido de la guerra, los vecinos de la localidad cercana tomaron los elementos de la maquinaria para rehacer sus casas.
A principios de este siglo, en la comarca funcionaban todavía cinco caleros: uno en Canseco, otro en Piedrafita, uno en Felmín y dos en Cármenes. Pasada la guerra, se explotarían de forma sistemática los de Felmín y uno de los de Cármenes para la reconstrucción de las casas.

##### Guerra Civil

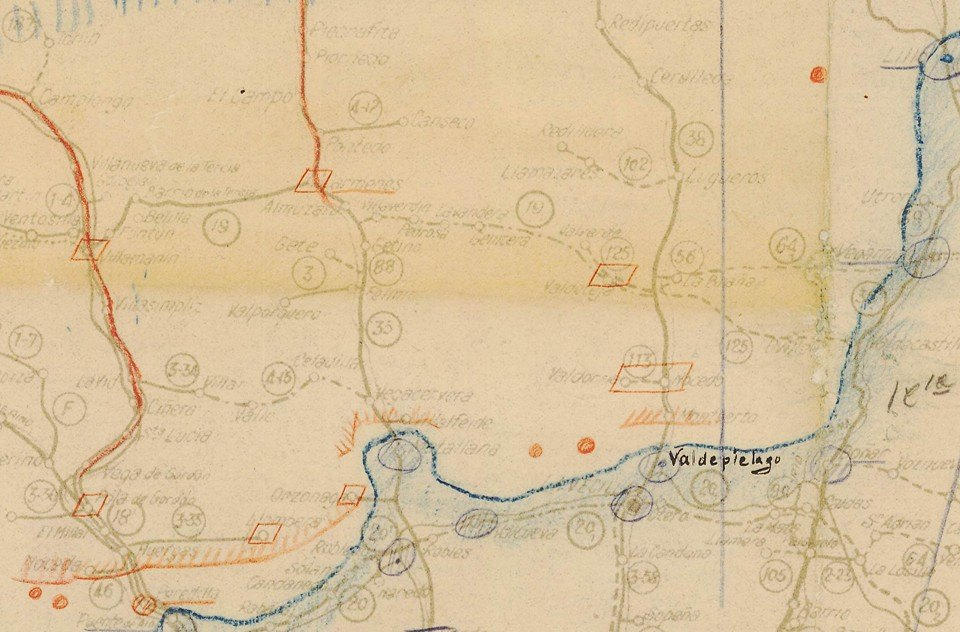
Mapa de los frentes de la guerra civil española en la montaña de los Argüellos.

Localidades afectadas de La Mediana de Argüello.

Entre febrero y marzo de 1937, la comarca de Los Argüellos se vio sumida en una profunda crisis sufrida por este conflicto. Comenzó esta región estando en el bando republicano por estar cercano a la línea asturiana de este mismo grupo. Así, por la llegada de los Regulares Moros del Bando Nacional en octubre de ese mismo año,  los republicanos huyeron hacia el norte y se llevaría a cabo la ofensiva final, la cual conllevaría la quema de todas las casas de la comarca, principalmente de la mano de los anarquistas. Solamente se libraron de esta quema en la Mediana los pueblos de Almuzara, Gete, Getino, Pedrosa, Tabanedo y Valverdín. Se establecieron fortines de los nacionalistas en Cármenes mientras todavía resistían algunos pocos republicanos en Genicera y otros focos dispersos en la comarca.
La Legión Cóndor fue el grupo de aviación de bombardearía la zona Este de al comarca. Despegó de la Virgen del Camino encontrándose al mando de los aviones Wolfram von Richthofen. Bombarderos y cazas atacaron La Fabricona de Golpejar. Murieron casi todos los soldados contrarios que se encontraban dentro refugiándose siendo herido gravemente el capitán Luis Vaquero. También fue bombardeada la localidad de Genicera donde se encontraba un ingente número de trincheras republicanas en su zona más septentrional en la zona denominada Collada de las Arenas.
El 20 de octubre de 1937, un plan fallido llevó a un grupo de milicianos a Cármenes para seguir quemando lo que quedaba, pero la avanzadilla ya establecida de los nacionales les capturó, siendo algunos de ellos expulsados y otros obligados a excavar su propia tumba con las siglas UHP; posteriormente fueron fusilados. El 21 de octubre de ese mismo año ya estaba totalmente tomado el territorio de Los Argüellos por las tropas nacionales, pero comenzaría ahora un pequeño momento donde se dieron las últimas resistencias.
El 1 de diciembre la “estabilidad” permitió celebrar la primera misa de postguerra en Cármenes.

##### Periodo de postguerra y dictadura franquista
Cuando terminó la guerra, Franco declaró Cármenes como una de las tres localidades leonesas “adoptadas” para facilitar la reconstrucción. Se presentaron 297 expedientes de pérdidas, destacando Canseco con 66, Cármenes con 48 y Genicera con 38.
Comenzaría ahora la represión ejercida por los vencedores, quienes cometerían una serie de asesinatos. Destacó aquí la figura del Teniente Zaldo, enviado a esa comarca por el régimen para castigar a la población que no le era afín mediante apaleos, torturas y asesinatos. Se establecieron por varios pueblos cuarteles de la Guardia Civil, especialmente en casas de particulares.

#### sigloXXI

##### Actualidad
Actualmente está en un claro proceso de despoblación por la caída general de la economía regional que hace que la emigración sea la única salida de una zona principalmente ganadera.
La comarca histórica está dividida entre dos grandes mancomunidades, la de los Cuatro Valles y la del Curueño

## Política y administración
La comarca de Argüello, fue gobernada desde su fundación en la reconquista hasta 1415 por sus propias gentes mediante el sistema concejil con el llamado Gran Concejo del Arbolio. Con la progresiva caída de este sistema en la corrupción por el continuo asentamiento de gentes foráneas perseguidas por la justia, Juan III de León decidirá donar la comarca íntegra al Concejo de León para que regulase este gobierno, estableciendo definitivamente Enrique IV 12 jueces para que existiese una separación de poderes y evitar la caída de nuevo a la corrupción. Así, se comenzaron a formar las primeras ordenanzas de cada pueblo, siendo las pocas que se conservan, reformas de las originales.
De las ordenanzas, estudiadas algunas de ellas por Elías López Moran, la referida a la elección de regidores, se realizaba en la capital, en Cármenes, donde se dice que:

Asimismo ordenamos, conforme á las ordenanzas antiguas, que en el primer dia del mes de Enero de cada un año se hayan de nombrar los Regidores, uno del barrio de arriba y otro en el barrio de abajo, y éstos hayan de ser nombrados á repique de campana tañida por los Regidores que salen, y tengan obligación todos los vecinos que estuvieren á misa en aquel dia de asistir á concejo, bajo la pena de dos reales; y juntos en su concejo, el Regidor que va á salir tiene obligación de dar dos ramos á los dos hombres más viejos que se hallen en dicho concejo para que nombren dos Regidores, en cada barrio el suyo, como también dichos viejos hayan de ser cada uno de su barrio, como es uso, uno de encima la villa a y otro de abajo la villa , y los que éstos elijan y nombren por Regidores, los aceten sin resistencia alguna, bajo la pena de diez reales, y exigida ésta, resistiéndose á ello, se les execute en treinta reales y lo aceten sin excusa alguna.

Con referencia a este texto, en 1774 se reforman las ordenanzas de Piornedo donde redactaban lo siguiente:

Otrosí ordenamos y mandamos, conformándonos con la costumbre antigua é inmemorial , observada y guardada, que en este citado lugar y dia primero de año se elijan y nombren dos Regidores concejiles por el hueco del año , y que éstos los hayan de elegir y nombrar el Regidor más antiguo que sale y dos viejos de los más ancianos, y que los que así eligiesen y nombrasen, sean obligados á ejercer y servir sus empleos, y los citados viejos y Regidor, en el citado ministerio, sean regidos á la disposición de derecho, y unos y otros lo cumplirán, pena de 400 maravedís, aplicados á utilidad y fondo del común, sin remisión alguna, que así conviene, y se les paguen los derechos debidos, según costumbre.

Las de Canseco seguían de esta manera:

Otrosí es costumbre observada y guardada en este lugar en cada un año, por el dia de San Esteban de él, se nombren tres Regidores, en cada barrio el suyo, y éstos
los han de nombrar los más ancianos, de cada barrio uno; y éstos se deben de nombrar en dichos barrios por el vecino más anciano y que no haya sido Regidor; y habiendo cumplido
con tal empleo, se nombren los que no lo han sido más que una vez, que así es costumbre; y los que así nombraren, deben aceptar dicho oficio y cumplir con el encargo de él.

Algunos pueblos, como el de Redilluera, asociaban para la declaración de las costumbres, los dos más jóvenes á los dos más ancianos, facilitando así a los primeros el conocimiento de las prácticas y usos vigentes en el común.
No eran arbitrarias las disposiciones de los Regidores en el desempeño de su cargo. En las ordenanzas estaban escritas sus facultades y en ellas también se consigna la sanción que les era aplicable cuando quedaban incumplidas o cuando traspasaban los límites previamente señalados a las otras. Ellos eran los obligados a convocar y presidir las asambleas populares o juntas de vecinos llamadas concejos, y a procurar el mantenimiento del orden mientras durara la reunión; proponían las comisiones que habían de
reconocer los hornos y las piérgolas, elegir sementales, hacer el dictamen para el acuerdo de semana, efectuar el deslinde y amojonamiento de los terrenos limítrofes con otros pueblos, preparaban y dirigían las monterías, inspeccionaban y aprobaban las obras del común, vigilaban el aprovechamiento de las leñas en los montes de haya y roble, imponían multas según la reglas de las ordenanzas, “sacaban” prendas para garantizar el pago de aquellas y disponían su venta en pública subasta si los dueños no las rescataban en el tiempo determinado, y, en general, eran los ejecutores de las costumbres declaradas por los ancianos, consentidas por los vecinos y aprobadas por el juez ordinario. Transcurrido el año del ejercicio de sus funciones, habían de dar cuenta de su administración a los Regidores entrantes y a una comisión de vecinos que al efecto se nombraba
en la asamblea. Como garantía del fiel cumplimiento de sus obligaciones se les tomaba juramento al comenzar el ejercicio del cargo.
Con respecto a las de Canseco, estas decían que:

es costumbre que al tiempo y cuando entran los Regidores á servir dichos sus empleos, puedan, con comisión del Juez, tomar juramento á los vecinos que hicieren pesquisas de guardar fidelidad; y dichos Regidores deban jurar guardar las ordenanzas, onras y derecho del común

Todas estas ordenanzas perdieron en 1812 su valor legal cuando se inauguró el régimen constitucional, aunque con la vuelta de Fernando VII de España y la vuelta al sistema del absolutismo mediante Real Cédula en 1814, se volvería a este sistema basado en las tradiciones en el que todavía se reformaron algunas de las ordenanzas, como las de Cármenes en 1824 o las de Villamanín en 1828. Será a partir de 1835 cuando quede todo este sistema definitivamente en desuso con el Real Decreto del Estatuto Real, estableciéndose que «no hay más autoridad administrativa dentro del municipio que el alcalde y el ayuntamiento».

## Cultura

### Lengua leonesa

Comarcas leonesas donde se habla el leonés

La lengua predominante es el castellano, que coexiste con leonés en dos variantes del mismo: el leonés central o centro meridional que es el que comparte más parecidos con el habla tradicional de las comarcas asturianas de Avilés, Gijón, Oriente, Oviedo, Caudal y Nalón; y el patsuezu, el cual se caracteriza en esta comarca por:
- La palatalización de la -l- inicial latina en el alófono africado sordo denominado popularmente como «che vaqueira», tradicionalmente representada con las grafías «ts» o «ḷḷ» ([t͡s̺]~[t͡s]~[tʂ]): loma→ḷḷomba, llamarga→ḷḷamarga o pandillo→pandieḷḷa.
- La conservación de la n procedente de la nn latina en lugar de ñ: cabaña→cabana
- La presencia de los grupos latinos -ly- y -k'l- como formas de transición entre la y ([ʝ̞]) y el dígrafo elle (ll) /ʎ/ con respecto al dígrafo che ('ch) /t͡ʃ/: mulier→muyer y no mulier→mucher, oc'lo→ueyo y no  oc'lo→uecho

Es por esto la zona más oriental de este rasgo fonético destacando en todo esto las localidades de Genicera, Gete, Getino, etc. Presenta como rasgo específico la confusión de c→f y de güe/hue→bue como en toda la franja de la variante leonesa central pero no la metafonía de a/e como el leonés estándar. Las diferencias entre esta comarca y la de Lena son mínimas, excepto la metafonía y el rasgo leonés de finalizar los infinitivos con una -e final.

## Turismo

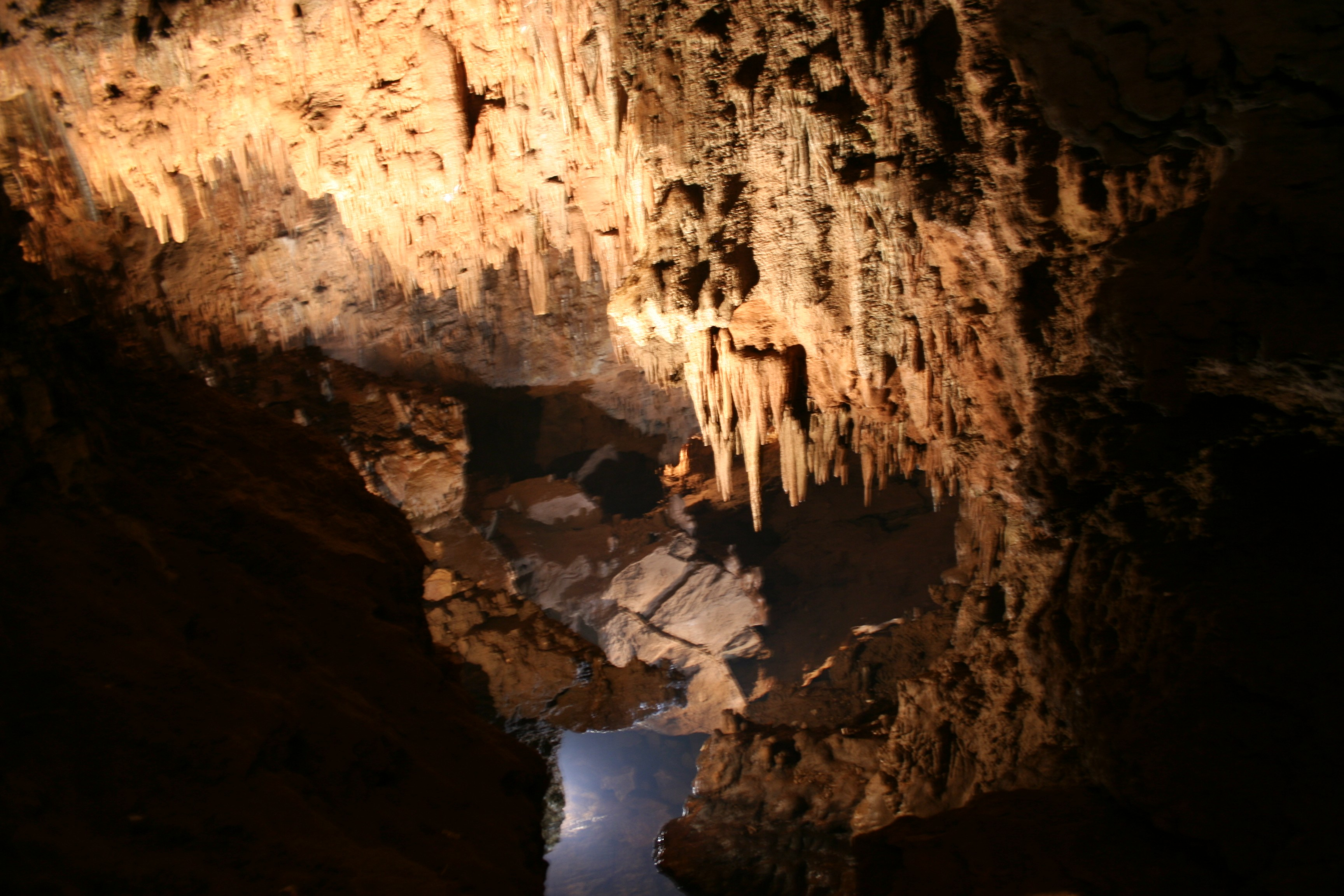
Cueva de Valporquero.

Los Argüellos constituyen un destino privilegiado para el turismo de montaña, comprendiendo varias de las montañas más bellas de la provincia de León. También en sus términos se encuentran parajes como las Hoces de Vegacervera, o cuevas como las de Valporquero o Llamazares.